# まんだ林檎
まんだ 林檎（まんだ りんご、女性）は、群馬県出身の日本の漫画家。主にティーンズラブやボーイズラブの漫画執筆を中心に活動している。代表作は『伊集院大介シリーズ』。

## 人物
ペンネームの由来はマンダリンオレンジとリンゴの語呂合わせによるものだが、一時期『曼陀倫吾』（まんだりんご）のペンネームで活動していた時期もある。
夫は漫画家の佐藤村雨英太郎。3人の子供を持つ母親でもある。

## 主な作品
- 唾と密（秋田書店）
- さくら色のチェリー（白泉社）
- 伊集院大介シリーズ（栗本薫原作）
- ビーマイベイベ（秋田書店）
- 狂ひもえせず（竹書房）
- 少年探偵 鹿鳴敬介
- トラブル・カルテット
- コンプレックス
- LOVE SONG
- えろ◆めるへん金太郎
- 天国の門
- フリーアルバイターケン＆ジョー
- AV学園　放課後まで待てない

他多数